# Jeff Kenna
Jeffrey Jude „Jeff“ Kenna (* 27. August 1970 in Dublin) ist ein ehemaliger irischer Fußballspieler und aktueller -trainer. Als Außenverteidiger, der bevorzugt auf der rechten Seite agierte, war er vor allem in der Premier League als Spieler des FC Southampton und der Blackburn Rovers bekannt.  Mit den „Rovers“ feierte er 1995 seinen größten Erfolg, als er die englische Meisterschaft gewann.

## Sportlicher Werdegang

### Spielerkarriere

#### Vereinsstationen
Der in der irischen Hauptstadt geborene Kenna begann im Juni 1987 seine Fußballerlaufbahn in England beim FC Southampton. Nach der Beförderung in die Profiabteilung zwei Jahre später musste er einige Zeit auf seinen Einstand warten und dieser geriet am 4. Mai 1991 gegen Derby County mit einer 2:6-Niederlage dann auch außerordentlich unglücklich. Er blieb bis Januar 1992 noch Ersatzspieler hinter Jason Dodd, bevor er sich bei den „Saints“ als Stammspieler auf der Rechtsverteidigerposition etablierte, wobei er auch links eingesetzt werden konnte. Bis März 1995 war er fester Bestandteil des Teams, bevor er für eine Ablöse in Höhe von 1,5 Millionen Pfund zu den Blackburn Rovers wechselte.
Die Rovers waren gerade auf dem Weg zum Gewinn der englischen Meisterschaft und in den verbliebenen neun Ligapartien trug Kenna seinen Teil zum Erfolg bei. Dabei agierte er zunächst als linker Verteidiger für Graeme Le Saux, der ins Mittelfeld aufrückte, und wechselte im weiteren Verlauf auf die rechte Seite. Mit den neun Ligaeinsätzen verpasste er zwar die Mindestanzahl an Spielen zum Erhalt einer offiziellen Meistermedaille, aber die Vereinsführung der Blackburn Rovers organisierte im Nachgang die diesbezügliche Ehrung für den Neuzugang. In der folgenden Spielzeit 1995/96 vertrat Kenna zumeist den langzeitverletzten Le Saux auf der linken Abwehrseite, die bei ihm immer etwas ungewohnt wirkte. Als Le Saux letztlich zurückkehrte und Chris Coleman als Rechtsverteidiger ebenfalls mit Blessuren zu kämpfen hatte, kehrte Kenna auf seine angestammte Seite zurück und wusste dort nach einer Eingewöhnungszeit wieder zu überzeugen. Entgegen der vorherigen Zeit hatte er sich damit den Status als Stammspieler erarbeitet. Zwar verlor Kenna zu Beginn der Saison 1998/99 seinen Platz zunächst an den Neuzugang Christian Dailly, aber bereits im Oktober 1998 erkämpfte er sich seinen Posten zurück. Im Februar 1999 musste er kurz aufgrund einer Wadenverletzung pausieren, nachdem er zuvor wochenlang trotz dieser Blessur gespielt hatte. Die sportliche Entwicklung des Vereins verlief insgesamt enttäuschend und Blackburn stieg 1999 in die Zweitklassigkeit ab. Dort hatte Kenna in der Spielzeit 1999/2000 mit Achillessehnenproblemen zu kämpfen und nach einem letzten Auftritt am 10. Januar 2000 im FA Cup gegen den FC Liverpool (0:1) war seine Saison vorzeitig zu Ende. Ein Comebackversuch im März hatte einen Rückfall zur Folge und Kenna musste sich einer erneuten Operation unterziehen. Der Weg zurück in die Stammformation war danach durch den im Jahr 2000 verpflichteten John Curtis blockiert. Im Verlauf der Saison 2000/01, die Blackburn den Wiederaufstieg einbrachte, kam er nur gelegentlich zum Einsatz und er half stattdessen ab Mitte März 2001 beim Ligakonkurrenten Tranmere Rovers, der wiederum am Ende Tabellenletzter wurde, aus. In Blackburn absolvierte Kenna nach seiner Rückkehr keine weiteren Ligapartien mehr. Stattdessen wurde er im November 2001 an den Drittligisten Wigan Athletic und Ende Dezember darauf an den Zweitligisten Birmingham City ausgeliehen. In Birmingham wusste er mit guten Leistungen derart zu überzeugen, dass er ab Februar 2002 einen längerfristigen Vertrag erzielt und die Rolle des Mannschaftskapitän übertragen bekam. Über die Play-off-Spiele gelang ihm dazu auf Anhieb der Aufstieg in die Premier League mit dem neuen Klub – Birmingham war damit nach knapp 20 Jahren erstmals wieder in der höchsten englischen Spielklasse angekommen.
Zurück in der Premier League war er als Mannschaftskapitän und Stammrechtsverteidiger, der ein weiteres Mal gelegentlich auf der linken Seite aushalf, ein wichtiger Faktor auf dem Weg zum Klassenerhalt und Ende November 2003 schoss er beim 1:1 gegen Tottenham Hotspur eines seiner raren Tore. Kurz nach Beginn der folgenden Saison 2003/04 verlor Kenna seiner Stammplatz an zunächst Damien Johnson sowie danach Olivier Tébily, bevor er sich im Dezember 2003 zurückmeldete und zwei wichtige Treffer binnen kurzer Zeit erzielte (darunter das 2:1-Siegtor gegen seinen Ex-Klub aus Southampton). Die Zeichen standen jedoch auf Wechsel und nachdem sich der Zweitligist Derby County einige Monate um ihn bemüht hatte, heuerte er dort im März 2004 an. Derby war zu diesem Zeitpunkt von Verletzungssorgen im Abstiegskampf geplagt und Kenna konnte dem Team zu ein wenig Stabilität verhelfen. Zwar verdrehte er sich den Knöchel in einer Ostermontagpartie gegen Bradford City, aber beim entscheidenden 2:0-Sieg gegen den FC Millwall meldete er sich zurück. Im folgenden Jahr erreichte Kenna mit Derby die Play-offs zum Aufstieg in die Premier League. Dort scheiterte er bereits im Halbfinale an Preston North End. In seinem letzten Jahr für Derby County war der mittlerweile zum Kapitän aufgestiegene Kenna wieder Teil des Abstiegskampfes. Nach einer heftigen Niederlage gegen Coventry City musste er in der Innenverteidigung aushelfen und nach dem Aus von Trainer Phil Brown assistierte er dem Interimsnachfolger Terry Westley. Mitte 2006 endete Kennas Engagement nach dem Ende der Vertragslaufzeit.
Anschließend ließ Kenna seine aktive Laufbahn außerhalb des Profifußballs bei den Kidderminster Harriers ab Juni 2006 ausklingen. Letzter Höhepunkt dort war seine Finalteilnahme 2007 in der FA Trophy, wobei er dort mit seinen Mannen Stevenage Borough mit 2:3 unterlag.

#### Irische Nationalmannschaft
Kenna debütierte im Jahr 1995 für die irische A-Nationalmannschaft gegen Portugal. Im selben Jahr war er nach seinem Wechsel zu den Blackburn Rovers mit dem Gewinn der englischen Meisterschaft an seinem sportlichen Höhepunkt angelangt. In der Folgezeit war er eine Konstante auf der rechten irischen Abwehrseite und 19 seiner letztlich 27 Länderspieleinsätze bis 1999 waren Pflichtspiele in der Qualifikation für die WM 1998 in Frankreich) (10) und die Euro 2000 (9). Eine Endrundenteilnahme war ihm nicht vergönnt und seine letzte Partie war ein 0:0 im Play-off gegen die Türkei, das im November 1999 das knappe Scheitern in der Qualifikation bedeutete. Im Oktober 2002 wurde er noch einmal in den irischen Kader als „Backup“ berufen.

### Traineraktivitäten
Im April 2008 übernahm Kenna in Irland beim Erstligisten Galway United seine erste Tätigkeit als Cheftrainer. United war zu diesem Zeitpunkt Tabellenletzter und da kein finanzieller Spielraum für Neuverpflichtungen vorhanden war und Leistungsträger verkauft werden mussten, vertraute Kenna, der zudem als Spielertrainer fungierte, weitgehend auf junge unerfahrene Kräfte. Schnell entwickelte sich ein neuer Teamgeist, der er eine Serie von fünf Siegen in sieben Spielen bei nur einer Niederlage möglich machte. Damit konnte der Abstieg noch knapp abgewendet werden und da auch im Ligapokal sowie im FAI Cup jeweils das Halbfinale erreicht wurde, standen die Vorzeichen für eine Weiterbeschäftigung gut. Letztlich entschied sich Kenna jedoch gegen eine Fortführung des Engagements und kurz darauf fand er im Januar 2009 mit St Patrick’s Athletic eine Anschlussbeschäftigung.
Die Leistungen bei seinem neuen Klub waren durchwachsen und der stetig zwischen Irland und England, wo seine Familie weiterhin wohnte, pendelnde Kenna war bei den Anhängern nur wenig beliebt. Da die Mannschaft aber vor allem in der Europa League überzeugte (beispielsweise gegen den russischen Vertreter Krylja Sowetow Samara), schienen sich die Wogen etwas zu glätten. Letztlich nahm Kenna jedoch am 18. September eine 0:2-Niederlage gegen Waterford United im Viertelfinale des FAI Cups zum Anlass für seinen Rücktritt.
Im August 2011 schloss sich Kenna dem Trainerstab der IMG Academy in Bradenton, Florida an.

## Titel/Auszeichnungen
- Englische Meisterschaft (1): 1995
- Irischer Nationalspieler des Jahres (Juniorenwahl) (1): 1995